# کوستوملاتکی
کوستوملاتکی (به چکی: Kostomlátky) یک منطقهٔ مسکونی در جمهوری چک است که در ناحیه نیمبورک واقع شده‌است. کوستوملاتکی ۵٬۷۴ کیلومتر مربع مساحت و ۲۸۱ نفر جمعیت دارد و ۱۸۲ متر بالاتر از سطح دریا واقع شده‌است.